# تدريب الوالدين على إدارة السلوك

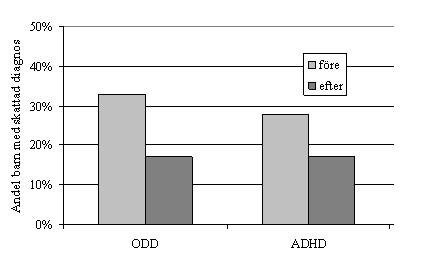

تدريب الوالدين على إدارة السلوك (PMT) هو برنامج يدرب الوالدين على إدارة مشاكل أطفالهم السلوكية في المنزل أو المدرسة، كما أنه يعمل على تصحيح التفاعلات الخاطئة بين الوالدين والطفل خاصة وأنها تنطبق على الانضباط. ويستخدم هذا البرنامج تقنيات التعلم الاجتماعي القائمة على تحليل السلوك والتكيف الفعال لتغيير سلوك كل من الوالدين والطفل لتقليل الأنماط السلوكية المعارضة أو غير الاجتماعية التي ينتهجها الطفل. كما يستخدم برنامج تدريب الوالدين كعلاج مساعد في اضطراب طيف التوحد واضطراب السلوك ومتلازمة داون وقصور الانتباه وفرط الحركة واضطراب المعارض المتحدي (ODD).

## تاريخ
قامت مجموعة التعلم الاجتماعي بولاية أوريغون بتطوير وإجراء معظم البحوث المبكرة عن تدريب الوالدين على الإدارة في أواخر الستينيات من القرن العشرين (1960). كما قام كون هامف بتطوير فروع هذا النموذج بالمثل وقد أدت هذه النماذج إلى تطوير نموذج هجين يعرف باسم العلاج التفاعلي بين الوالدين والطفل. وقد وضع الدكتور آلان كازدن هذا البرنامج في الثمانينيات من القرن العشرين (1980) وقام بتطبيقه على الأطفال الذين يعانون من سلوك عدواني شديد ومعاد للمجتمع. وقد بدأ العمل في جامعة بيتسبرغ مدرسة الطب واستمر منذ عام 1989 في مركز ييل للأبوة والأمومة وعيادة سلوك الأطفال في جامعة ييل، حيثما يجري حاليًا تطبيقه. وقام النموذج التالي بتطبيق تحليل السلوك مع التركيز على النماذج السابقة والسلوكيات والنتائج والممارسات المتكررة.

## الأفكار الاساسية
وفي هذا البرنامج، تشمل جلسات العلاج تعلم مبادئ وتقنيات التعلم الاجتماعي. حيث يقوم المعالج بإرشاد الآباء حول كيفية تعريف ومراقبة وتسجيل سلوك أبنائهم مثل القتال والإصابة بنوبات غضب ثم يقوم بإرشادهم إلى كيفية تطبيق الأساليب المناسبة للدعم الإيجابي والعقاب.
يتم توصيل الدعم الإيجابي، الذي يعد العنصر الأساسي للبرنامج، إلى الطفل عبر تقنيات مختلفة مثل منح الطفل مزيدًا من الاهتمام والثناء ونقاط مكافأة له على السلوك الإيجابي. كما يتم فرض عقاب على السلوك السلبي من خلال أساليب مثل إعطاء المهلات والتوبيخ الشفهي وفقدان الامتيازات مثل مشاهدة التلفزيون أو ممارسة ألعاب الفيديو.
وتتأثر أيضًا الحالات غير المتوقعة بشكل غير مباشر من خلال تدريب الآباء ليتواصلوا بشكل أفضل عن هذه الحالات ومشكلات حل الحالات المضطربة.

## البحوث
كان تدريب الوالدين على إدارة السلوك ناجحًا جدًا في علاج الأطفال الذين يعانون من مشاكل سلوكية. وقد تم عمل هذه البرامج لتعميمها،  وللحفاظ عليها لعدة سنوات بعد توقف البرنامج. وقد وجدت الدراسات التحليلية الوصفية، للأطفال الذين يعانون من قصور الانتباه وفرط الحركة، أن حجم التأثير كبير (0.87) لتدريب الآباء على إدارة السلوك. ويمكن تعزيز هذا التدريب في علاج اضطرابات السلوك عن طريق تدريب الطفل على مهارات حل المشكلات ، إلى جانب العلاج في نفس الوقت ، حتى يظهر تحسن مستمر وأفضل بعد سنة واحدة من تطبيق العلاج. ويحدث هذا النجاح حتى لو تم تدريب الأطفال والآباء في شكل مجموعات.
وحاليًا، هناك جهود جارية لجعل البرامج أكثر فعالية مع الاحتياجات الثقافية  وتحسين الفعالية من حيث التكلفة 

## التدريب المهني
تقدم الرابطة العالمية لتحليل السلوك شهادة في العلاج السلوكي، الذي يركز بشكل كبير على التدريب السلوكي للآباء.

## وصلات خارجية
- The Yale Parenting Center and Child Conduct Clinic
- Oxford University Press page for the book Parent Management Training by Alan E. Kazdin